# Turystyka medyczna
Turystyka medyczna – turystyka połączona z leczeniem; rozumiana jest jako świadoma działalność człowieka, w której podróżny (turysta medyczny) ma na celu uzyskanie szeroko pojmowanej opieki zdrowotnej – zarówno we własnym kraju, jak i za granicą – polegającej przede wszystkim na zachowaniu (pozyskaniu lepszego) stanu zdrowia, i/lub estetycznego wyglądu własnego ciała, połączonego z wypoczynkiem, regeneracją sił fizycznych i psychicznych, zwiedzaniem atrakcji i walorów turystycznych oraz rozrywką.
Turystyka medyczna tuż obok turystyki uzdrowiskowej i turystyki spa i wellness jest elementem turystyki zdrowotnej. Do Polski przyjeżdżają pacjenci z krajów wysoko rozwiniętych gospodarczo Europy, szczególnie Wielkiej Brytanii, Niemiec, Szwecji, Danii oraz Norwegii.

## Główne determinanty zjawiska
Głównymi determinantami uczestnictwa w turystyce medycznej są:
- brak ubezpieczenia pokrywającego koszty leczenia we własnym kraju,
- chęć zaoszczędzenia pieniędzy – dzięki skorzystaniu z identycznej, tańszej usługi medycznej w innym kraju,
- większą dostępność informacji (Internet),
- naśladowanie innych grup społecznych (rodziny, przyjaciół),
- wykreowanie przez media, mody na poprawianie własnej urody, które wychodząc naprzeciw społecznemu zapotrzebowaniu na tego rodzaju tematykę zaczęły dostarczać coraz więcej informacji z tej dziedziny,
- rekomendacja znajomych,
- potrzeba zmiany wizerunku połączona z potrzebą intymności (niechęć do dzielenia się informacją o zabiegu czy operacji z innymi; osoba publiczna, powszechnie znana chce uniknąć rozgłosu),
- brak legalizacji niektórych zabiegów medycznych we własnym kraju (aborcja, In vitro).

## Pozostałe
Poza granicami kraju zamieszkania konsumenci poszukują głównie opieki specjalistycznej: onkologicznej, skomplikowanych schorzeń sercowo naczyniowych, wegetatywnych oraz chorób rzadkich i genetycznych. Jednak dla większości turystów medycznych faktycznym powodem podjęcia tego rodzaju decyzji jest różnica w kosztach usług medycznych między państwem, w którym danym konsument zamieszkuje a kosztem zabiegu w państwie, do którego konsument się udaje.. 
Indie i Tajlandia przodują w światowej turystyce medycznej.

## Leczenie uzdrowiskowe
Prekursorem współczesnej turystyki medycznej było leczenie uzdrowiskowe, stosowane już w starożytnej Grecji przez Hipokratesa.